# Al Yarmouk Amman
Ne pas confondre avec Al Yarmouk, club koweïtien
Maillots
Le Al Yarmouk Sport Club (en arabe : نادي اليرموك الرياضي), plus couramment abrégé en Al Yarmouk, est un club jordanien de football fondé en 1967 et basé à Amman, la capitale du pays.

## Histoire
Le club évolue à plusieurs reprises en première division lors des années 2000, faisant régulièrement l'ascenseur entre la première et la deuxième division.